# Noah Fischer

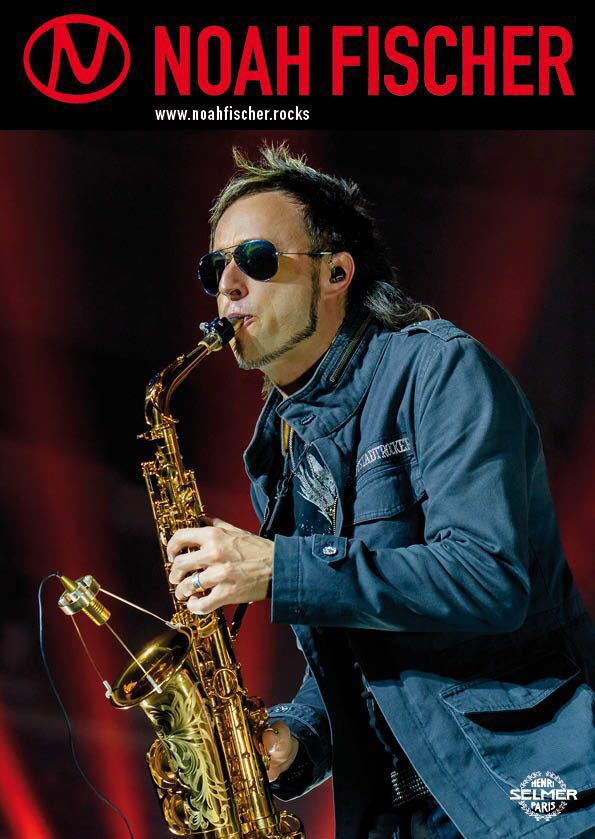
Noah Fischer

Noah Fischer (* 28. Dezember 1971 in Sigmaringen) ist ein deutscher Musiker (Saxophon, Klarinette, Flöte, EWI). Bekannt wurde er vor allem als Saxophonist von Udo Lindenberg sowie als Teil der Band des Musikduos Yello.

## Leben und Werdegang
Noah Fischer wuchs in Sigmaringen auf und studierte nach dem Abitur an der Staatlichen Hochschule für Musik und Darstellende Kunst Stuttgart Saxophon im Studiengang Jazz- und Popularmusik bei Bernd Konrad. Großen Einfluss übte auch Karsten Gorzel aus, bei dem Noah Fischer private Studien belegte. Es folgten zahlreiche Engagements bei Stage Entertainment, unter anderem für die Produktionen Hinterm Horizont und Der Glöckner von Notre Dame sowie Gastauftritte in klassischen Sinfonie-Orchestern und mit namhaften Künstlern aus den Bereichen Rock, Pop, Jazz und Soul. Noah Fischer lebt seit 2006 in Berlin.
Seit 2011 ist er als Musiker für Udo Lindenberg tätig. Fischer verantwortete den Relaunch der Pustefix-Bläser (Bläsersektion des Panikorchesters), schreibt Arrangements und wirkte auf den Erfolgsalben Stärker als die Zeit, MTV Unplugged – Live aus dem Hotel Atlantic, Stärker als die Zeit - Live und MTV Unplugged 2 - Live vom Atlantik mit. Darüber hinaus ist er künstlerischer Leiter des Projekts Hinterm Horizont macht Schule der Udo-Lindenberg-Stiftung.
Seit Herbst 2016 ist Noah Fischer als Saxophonist in der Band des Schweizer Duos Yello tätig. Die ersten Konzerte in Berlin erschienen als Mitschnitt, gefolgt von einem Auftritt am Montreux Jazz Festival und einer Tournee. Daneben arbeitet er als Komponist und Entwickler von Live-Shows für internationale Wirtschaftsunternehmen. Zurzeit ist Noah auch mit seinen Solo-Shows unterwegs und arbeitet an seinem ersten Album. Sein Programm trägt die Überschrift „Wonderful World“ und feierte im Herbst 2019 in der ausverkauften Sigmaringer Stadthalle Premiere.

## Stil
Fischer gilt als sehr facettenreicher und vielseitiger Musiker. Er spielt Sopranino-, Sopran-, Alt-, Tenor-, Bariton- und Bass-Saxophon, Es-, B- und A-Klarinette, Bassklarinette, Flöte, Piccolo-Flöte, EWI, Piano und Keyboards. Sich selbst sieht er als „Popsaxophonisten, der sich einiger Jazzelemente bedient.“

## Einflüsse
Fischer bezeichnet einen Konzertbesuch von Al Jarreau als ausschlaggebendes Ereignis für seine Entscheidung, Profimusiker zu werden. Aber auch Popstars wie Michael Jackson und Jazz-Saxophonisten wie David Sanborn sind prägende Figuren.

## Diskographie (Auswahl)
- Udo Lindenberg – MTV Unplugged - Live aus dem Hotel Atlantic
- Udo Lindenberg – Stärker als die Zeit
- Udo Lindenberg – Stärker als die Zeit - Live
- Yello - Live in Berlin
- Udo Lindenberg - MTV Unplugged 2 - Live vom Atlantik